# 50855 Williamschultz
50855 Williamschultz este o planetă minoră (asteroid), cu un diametru de 3,325 km, din centura de asteroizi. A fost descoperită pe 30 martie 2000 la Catalina Station⁠(d) de Catalina Sky Survey. 
Obiectul prezintă o orbită caracterizată de o semiaxă mare de 2,6154135240067 UAi, o excentricitate de 0,18228730229797, o înclinație de 10,09168156835 ° în raport cu ecliptica.